# Giambattista Bosco Lucarelli
Giambattista Bosco Lucarelli (Benevento, 21 maggio 1881 – Napoli, 22 aprile 1954) è stato un avvocato e politico italiano.
Sottosegretario nel Gabinetto Facta, fu vicepresidente dell'Assemblea costituente, deputato, senatore e Sindaco di Benevento.

## Biografia
Appartenente ad un'antica famiglia aristocratica, stabilitasi inizialmente a San Martino Sannita alla fine del XVI secolo, dove acquisì i titoli di barone di Lentace e Mancusi, quindi proprio nel capoluogo Benevento, dove all'età di venti anni fondò l'Associazione Democratica Cristiana e l'Unione Giovanile Cattolica. Ottenuti molti consensi in queste iniziative, proseguì la sua opera fondando una Banca cattolica del Sannio e una Federazione delle casse rurali, leghe di agricoltori e cooperative.
Nel 1911 venne eletto sindaco di Benevento a soli 30 anni, adoperandosi in importanti iniziative come lo sviluppo dell'Istituto industriale che ora porta il suo nome.
Nel 1919 aderì al Partito Popolare diventando in breve tempo vicepresidente nazionale del partito.
Deputato dal 1919 al 1926, effettuò numerosi interventi a favore della parificazione dei diritti fra cooperative socialiste e cattoliche. Sostenitore del decentramento amministrativo, mirò a ricostituire l'antico Sannio fondendo le province di Benevento, Avellino e Campobasso.
Sottosegretario per l'Industria e il Commercio durante il Gabinetto Facta, decadde dal mandato parlamentare a seguito della presa del potere da parte del fascismo.
Tornò nuovamente alla vita politica al termine della seconda guerra mondiale e fu fondatore della Democrazia Cristiana a Benevento. Membro della Consulta Nazionale nel 1945, l'anno successivo fu eletto deputato all'Assemblea costituente ottenendo anche l'incarico di vicepresidente.
In tale veste si batté per l'istituzione della Regione Sannio tramite l'unione del Molise (a quel tempo unito agli Abruzzi) e delle province interne della Campania.
Fu anche deputato, senatore e presidente della Deputazione provinciale di Benevento.